# Piscina (Kirche)

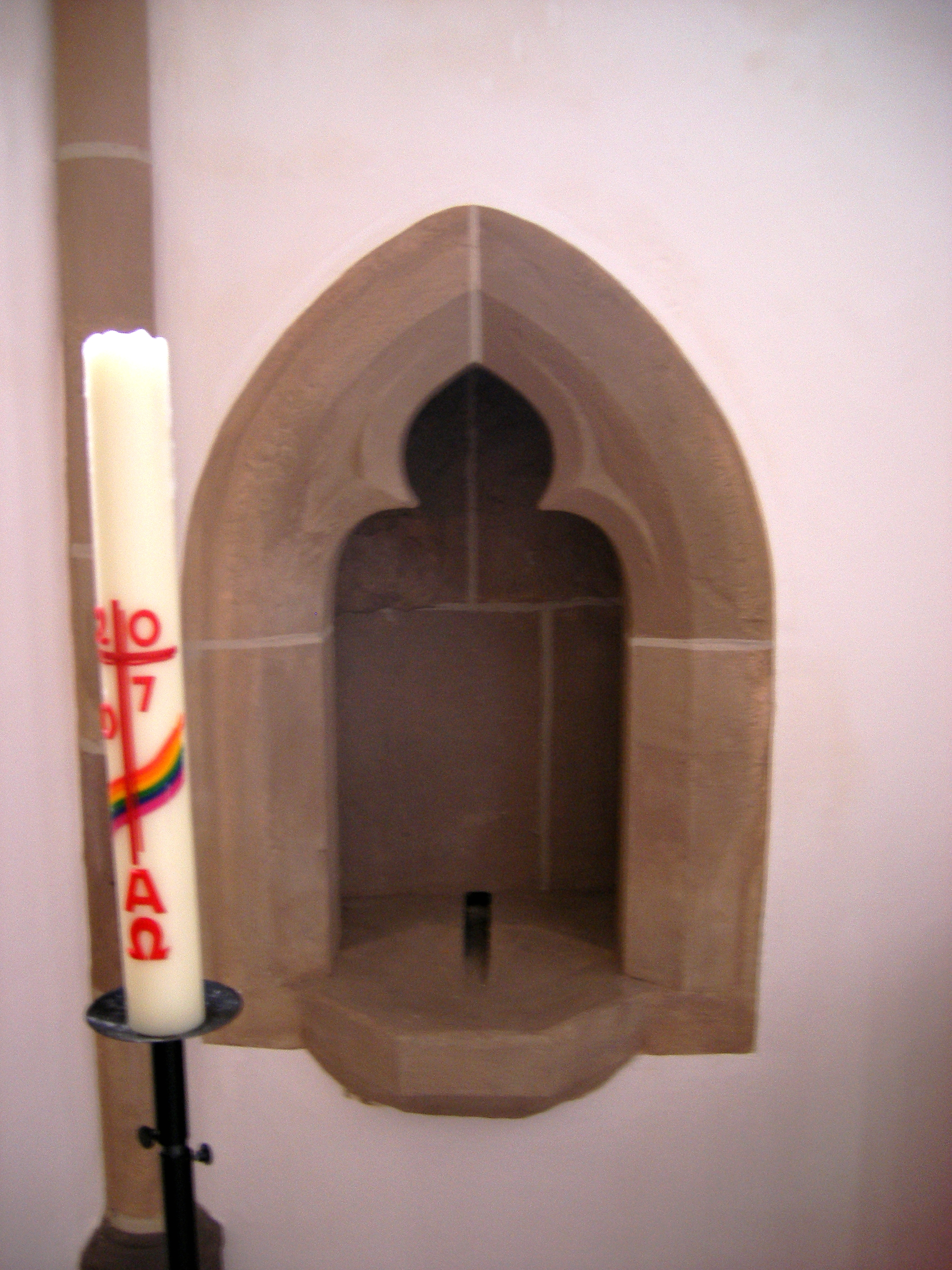
Piscina (Lavabonische) in der Sakristei der Stadtkirche St. Marien zu Homberg (Efze)

Kapelle Notre-Dame – Kathedrale von Auch

Die Piscina (auch: Sacrarium, regional auch Lavabo) ist in Kirchen ein kleines Wasserbecken mit Abfluss, der ins Erdreich führt.

## Erläuterung
In spätmittelalterlichen Kirchen bezeichnete man ein kleines Wasserbecken mit Abflussvorrichtung als Piscinium oder Piscinie, manchmal aber auch als Piscina. Der Begriff wird oft auch nur für die Abflussvorrichtung gebraucht, die durch die Kirchenmauer nach draußen führt. Die Becken dienten ganz profan zum Händewaschen, der Reinigung des sakralen Geräts und zum Auffangen überschüssigen Wassers. Sie waren meist rechts vom Altar, manchmal auch in der Sakristei an der Außenwand der Kirche angebracht, sodass Wasser von den Ablutionen, überschüssiges Weih- oder Taufwasser und solches, das für die Bereitung der Gaben bei der Eucharistiefeier verwendet wurde, nicht in die Kanalisation geleitet wurde, sondern in der Erde des um die Kirche liegenden Friedhofs versickern konnte. In mittelalterlichen Kirchen befand sich die piscina oft auch in einer Lavabonische im Altarraum. 
Als Sacrarium wird auch eine Öffnung unter dem Altar, in seiner Nähe oder auch an anderer Stelle (z. B. in der Sakristei) bezeichnet, an der nach Anhebung der Bodenabdeckung direkter Kontakt zum Erdreich besteht bzw. ein Loch im Erdreich zugänglich ist. Diese Stelle ist gedacht für die würdevolle Entsorgung verdorbenen eucharistischen Weines, verdorbenen eucharistischen Brotes (Hostien), verdorbener Öle usw.